# Harden My Heart
Harden My Heart è un singolo del gruppo musicale statunitense Quarterflash, pubblicato il 25 settembre 1981 come primo estratto dal primo album in studio Quarterflash.

| Recensione | Giudizio |
| ---------- | -------- |
| AllMusic   | [ 4 ]    |

## Video musicale
Pubblicato nello stesso anno delle prime trasmissioni di MTV (1981), il videoclip è ambientato in un ufficio mobile prefabbricato dentro un rimorchio/container. Nell'interno, corridoi bui e stanze con inquietanti lampadine intermittenti oscillanti dal soffitto. All'esterno, una ruspa spiana il prefabbricato distruggendolo e un uomo ne incendia i resti con un lanciafiamme.

In questo contesto sono inserite scene che non hanno alcuna attinenza con la canzone, tra cui giocolieri, nani, una console per trucco, usata nei camerini teatrali, posizionata su una duna desertica, ragazzi ben vestiti in moto ed anche un assolo di sax sotto la pioggia. Era infatti consuetudine, agli inizi degli anni '80, inserire nei video immagini casuali, non correlate con l'argomento trattato, relative ad altri eventi sensazionali, per creare situazioni ad effetto.

## Successo commerciale
Il brano ebbe un grandissimo successo locale e negli USA, raggiungendo il terzo posto nella Billboard Hot 100 nel novembre dello stesso anno.
Ottenne notevoli piazzamenti in Europa e altrove, ma, curiosamente, nelle classifiche di Germania e Regno Unito non riuscì quasi ad entrare nei primi 50.

## Tracce
Testi e musiche di Marv Ross.
Singolo 7" - 1980 come Seafood Mama (Whitefire Records)
- Lato A

1. Harden My Heart – 3:28

- Lato B (mai ripubblicato)

1. City of Roses – 3:46

Singolo 7" - 1981 come Quarterflash (GEF A 1838, distribuito dalla CBS)
- Lato A

1. Harden My Heart (versione singolo) – 3:36

- Lato B (pubblicato nella raccolta: "Harden My Heart... The Best Of Quarterflash" - Geffen Records - 1997 - GED25123)

1. Don't Be Lonely – 3:00

## Classifiche
| Classifica (1982)                       |                          | Posizione massima | Settimane in classifica |
| --------------------------------------- | ------------------------ | ----------------- | ----------------------- |
| Billboard Hot 100 Mainstream Rock Chart | Stati Uniti (bandiera)   | 3 1               | —                       |
| Italia                                  | Italia (bandiera)        | 5                 | 7                       |
| Svizzera                                | Svizzera (bandiera)      | 5                 | 5                       |
| Nuova Zelanda                           | Nuova Zelanda (bandiera) | 12                | 10                      |
| Austria                                 | Austria (bandiera)       | 15                | 6                       |
| Francia                                 | Francia (bandiera)       | 15                | 19                      |
| Regno Unito                             | Regno Unito (bandiera)   | 49                | 5                       |
| Germania                                | Germania (bandiera)      | 51                | 10                      |